# Balthasar Kindermann
Balthasar Benjamin Kindermann (* 10. April 1636 in Zittau; † 12. Februar 1706 in Magdeburg) war ein deutscher Dichter.

## Leben
Kindermann, der Sohn eines Schwertfegers, besuchte in seiner Heimatstadt Zittau das Gymnasium und wurde dort von Elias Weise gefördert. 1654 immatrikulierte er sich in Wittenberg für Theologie, doch hörte er zugleich auch Poesie und Rhetorik bei August Buchner. 1657 erlangte er die Magisterwürde der Theologie. Schon ein Jahr später krönte ihn Johann Rist zum poeta laureatus und nahm ihn 1660 in den Elbschwanenorden auf.
1659 wurde Kindermann zum Konrektor der Saldernschen Schule in der Altstadt Brandenburg und 1664 zu deren Rektor berufen. 1660 heiratete er Dorothea Schiffner, die Tochter eines schwedischen Kapitäns, mit der er vier Söhne und zwei Töchter hatte. 1667 ging er nach Magdeburg, um dort als Diakon an der St. Johanniskirche zu wirken. Ab 1672 war er als erster Prediger an der St. Ulrichskirche tätig. Hier wurde er 1690 Nachfolger von Christian Scriver im Seniorat; später auch Scholarch.
Kindermanns Werk ist außerordentlich vielseitig; es umfasst satirische
„Gedichte“ im Stil von Johann Michael Moscherosch, poetologische und rhetorische Schriften, Gedichtsammlungen sowie auch mehrere Schauspiele.

## Werke (Auswahl)
- ˜Die Böse Sieben, von welcher heute zu Tage die unglückseligen Männer grausamlich geplaget werden : Zu Ende ist beygelegt der verehligten Lust und Unlust. Wendt, Wittenberg 1662. (Digitalisat)
- Das Buch der Redlichen, in welchem allerhand Gedichte und Lieder auf unterschiedene Fälle und Begebenheiten ... mit lehrreichen, nützlichen und anmutigen Gesprächen ... verbunden enthalten sind, auf eine gantz neue und sonderbahre poetische Ahrt. Dennewitz, Küstrin 1661. (Digitalisat der Ausg. 1663)
- Der Deutsche Poet, darinen gantz deutlich ... gelehret wird, welcher gestalt ein zierliches Gedicht auf allerley Begebenheit ... kan wol erfunden und ausgeputzet werden. Mit sattsahmen ... Gedichten beleuchtet ... Fürgestellet durch ein Mitglied des hochlöbl. Schwanen-Ordens. Fincel, Wittenberg 1664. (Digitalisat)
- Deutscher Redner, in welchen unterschiedene Arten der Reden auff allerhand Begebenheiten auff Verlöbnissen, Hochzeiten, Kindtauffen, Begräbnissen. Frankfurt/Oder 1660. (Digitalisat der Ausg. Krebs, Wittenberg 1664)
- Der Jungfrauen A.B.C. Durch ein Mitglied des hochlöblichen Schwanenordens Wittenberg 1661.
- Kurandors von Sittau Neue Gesichter. Borckard, Wittenberg 1673.
- Lob-Gesang des Zerbster Biers In welchem Die Würde/ Krafft/ Liebligkeit und Mißbrauch desselben fürgestellet wird. Zu eigenmüthiger Beliebung auffgesetzet/ und auff freundliches Anhalten etzlicher gutter Freunde heraus gegeben. Borckard, Wittenberg 1658.
- Kurandors Schoristen-Teuffel. Klosemann, Jena 1661. (Digitalisat)
- Kurandors Unglückselige Nisette. Klosemann, Frankfurt/Oder 1660.
- Der Regierende Bürger-Meister, Was derselbe für ein grosses ... Amt auf sich habe ... Heße, Wittenberg 1662.
- Der vorher Wollüstige und Verstandlose durch Gottes Erleuchtung aber bekehrte Student oder Merckwürdige Geschichte von einem hiebevor durch des Teufels Würckung verführten, ietzo aber durch Gottes Gnade bekehrten Schrifftgelehrten. Vom ihm Selbst in hertzlicher Bußfertigkeit mit vielen Thränen verfertiget und aufgesetzet. Frankfurt/Oder 1749.